# サン・マルコ・イン・ラーミス
サン・マルコ・イン・ラーミス（イタリア語: San Marco in Lamis）は、イタリア共和国プッリャ州フォッジャ県にある、人口約13,000人の基礎自治体（コムーネ）。

## 地理

### 位置・広がり

#### 隣接コムーネ
隣接するコムーネは以下の通り。
- アプリチェーナ
- カニャーノ・ヴァラーノ
- フォッジャ
- マンフレドーニア
- モンテ・サンタンジェロ、
- リニャーノ・ガルガーニコ
- サン・ジョヴァンニ・ロトンド
- サン・ニカンドロ・ガルガーニコ
- サン・セヴェーロ

## 行政

### 分離集落
サン・マルコ・イン・ラーミスには、以下の分離集落（フラツィオーネ）がある。
- Borgo Celano, Amendola, San Matteo, Stignano